# Заленче-Малі
Заленче-Малі (пол. Załęcze Małe) — село в Польщі, у гміні Понтнув Велюнського повіту Лодзинського воєводства.
Населення — 862 особи (2011).
У 1975-1998 роках село належало до Серадзького воєводства.

## Демографія
Демографічна структура станом на 31 березня 2011 року:
|          | Загалом | Допрацездатний вік | Працездатний вік | Постпрацездатний вік |
| -------- | ------- | ------------------ | ---------------- | -------------------- |
| Чоловіки | 422     | 88                 | 292              | 42                   |
| Жінки    | 440     | 125                | 227              | 88                   |
| Разом    | 862     | 213                | 519              | 130                  |